# Kaoani
Kaoani ghép từ hai chữ tiếng Nhật là kao (顔 khuôn mặt) và ani (アニ hoạt hình). Kaoani là những biểu tượng mặt cười hoạt hình nhỏ bé thường nảy lên nảy xuống trông giống như chúng đang trôi nổi. Kaoani có nguồn gốc từ Nhật Bản và còn được gọi là puff, anime blobs, anikaos hoặc anime emoticon.
 
Kaoani có thể mang hình dáng của động vật, thực phẩm như cơm nắm, các đốm màu đầy màu sắc, nhân vật hoạt hình, v.v... Nhiều cái được dựng hoạt ảnh nhằm thực hiện một nhiệm vụ nhất định, chẳng hạn như nhảy múa, cười đùa hoặc cổ vũ.
Định dạng file cho Kaoani thường là GIF, vì nó hỗ trợ ảnh động. Tuy nhiên, nó cũng có thể dùng làm kaoni trong định dạng APNG, vốn là một hình ảnh PNG hoạt hình. Kaoani chủ yếu được sử dụng trên các diễn đàn Internet, hồ sơ MySpace, blog và Windows Live Messenger để hiển thị tâm trạng hoặc làm avatar.